# Album (tv-serie)
 For alternative betydninger, se Album (flertydig). (Se også artikler, som begynder med Album)
Album er en dansk tv-serie i 5 afsnit, som blev vist første gang på DR1 9. marts 2008. Serien er instrueret af Hella Joof, og Bo Hr. Hansen har skrevet manuskriptet baseret på Benn Q. Holms roman af samme navn. Serien følger tre familier, hvis spor krydser hinanden op gennem 70'erne, 80'erne og 90'erne. Seriens hovedpersoner er de tre familiers sønner Lars, Jon og Martin.

## Medvirkende
Familien Rolsted
- Jens Jørn Spottag som Vilhelm
- Bodil Jørgensen som Musse
- Jonathan Tulestedt som Lars (barn)
- Sebastian Jessen som Lars (ung)
- Carsten Bjørnlund som Lars (voksen
- Lærke Winther Andersen som Tess
- Mia Lyhne som Katja

Familien Olufsen
- Lotte Andersen som Magrethe
- Henrik Prip som Søren
- Lucas Munk Billing som Jon (barn)
- Aske Bang som Jon (ung)
- Benjamin Kitter som Jon (voksen)

Familien Lund Jensen
- Henrik Lykkegaard som Preben
- Julie Carlsen som Kirsten
- Lucas Endersen som Martin (barn)
- Allan Hyde som Martin (ung)
- Christian Tafdrup som Martin (voksen)

### Øvrige medvirkende
- Mads Duelund som Thomas Lund Jensen
- Ditte Gråbøl som Ketty Olsen
- Morten Suurballe som Arne
- Felix Qvist Møller som Tom
- Kjeld Nørgaard som Kristoffer Olufsen
- Mette Gregersen som Gertrud Wallin
- Benedikte Hansen som Mona Wallin
- Anders Bobek som 'Bowie'
- Rikke Damholt som Susanne
- Morten Hauch-Fausbøll som Allan
- Ellen Hillingsø som Jette
- Ditte Karina Nielsen som Gitte